# أديلينا زاغيدولينا
أديلينا رستموفنا زاغيدولينا (بالروسية:Аделина Рустемовна Загидуллина، من مواليد 13 يناير 1993) لاعبة مبارزة روسية اختصاص سيف الشيش، وعضو فريق بطل العالم وعضو في فريق بطل أوروبا، سواء في عام 2016. كما فازت بميداليتين في الألعاب الأوروبية 2015، شاركت في بطولة العالم للمبارزة 2019 [الإنجليزية] فازت بالميدالية الذهبية في الألعاب الأولمبية الصيفية 2020 التي جرت بطوكيو.

## وصلات خارجية
- أديلينا زاغيدولينا على موقع الاتحاد الدولي للمبارزة (الإنجليزية)
- أديلينا زاغيدولينا على موقع الاتحاد الأوروبي للمبارزة (الإنجليزية)
- أديلينا زاغيدولينا على موقع الاتحاد الروسي للمبارزة (الروسية)
- أديلينا زاغيدولينا على موقع اللجنة الأولمبية الدولية (الإنجليزية)
- أديلينا زاغيدولينا على موقع أوليمبيديا (الإنجليزية)